# Nyengié
Nyenjei est un village du Cameroun situé dans l’arrondissement de Batibo, dans le département de Momo et dans la Région du Nord-Ouest.

## Localisation
Le village de Nyenjei est localisé à 5° 51′ 48″ N et 9° 54′ 53″ E. Il se trouve à environ 29 km de distance de Bamenda, le chef-lieu de la Région du Nord-Ouest et à environ 284 km de distance de Yaoundé, la capitale du Cameroun.

## Population
Lors du recensement de 2005, le village comptait 717 habitants, dont 323 hommes et 394 femmes.

## Éducation
Il y a deux écoles publiques G.S Nyenjei (construite en 1936) et G.T.C Nyenjei (construite en 2010).

## Réseau routier
Deux routes relient Nyenjei à Batibo et une troisième relie le village à Mbunjei.

## Économie
L'agriculture est la principale activité économique de la région. En 2015, des unités de transformation des produits agricoles ont été installées à Nyenjei.